# Александер Фрай
}}
Алекса́ндер Фрай (нім. Alexander Frei; нар. 15 липня 1979 року, Базель, Швейцарія) — колишній швейцарський футболіст, виступав на позиції нападника. Найкращий бомбардир в історії збірної Швейцарії (42 м'ячі). Згодом — футбольний тренер.

## Кар'єра
Розпочав виступи на батьківщині за клуби «Базель», «Тун», «Люцерн» та «Серветт». 

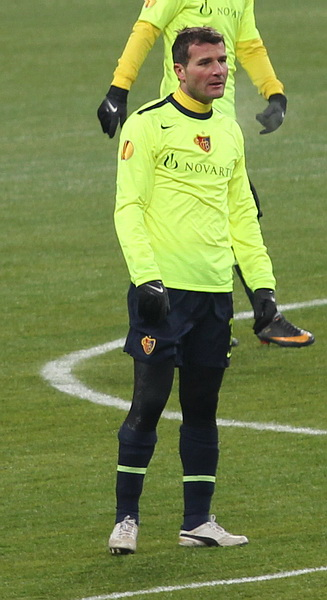
Александер Фрай під час виступів за «Базель». 24 лютого 2011 року.

Після трьох сезонів, проведених у «Серветті», Александр був куплений французьким клубом «Ренн» за 1,5 мільйона євро.
На чемпіонаті Європи 2004 Фрай не забив жодного гола і був замішаний у скандалі з півзахисником збірної Англії Стівеном Джеррардом. Фрай плюнув йому в шию, за що був відсторонений від ігор на чемпіонаті на 15 днів.
Фрай став найкращим бомбардиром чемпіонату Франції в сезоні 2004/05, забивши 20 м'ячів, і в тому ж сезоні став найкращим гравцем Швейцарії.
29 червня 2006 року Фрай підписав контракт з дортмундською «Боруссією», якою його трансфер обійшовся приблизно в 5 мільйонів євро.
Євро-2008 Фрай пропустив, отримавши в першому ж матчі проти збірної Чехії (0:1) на 43-й хвилині серйозну травму.
19 липня 2009 року офіційно представлений гравцем швейцарського «Базеля». Сума трансферу склала 4,25 мільйона євро. Вирішальну роль в переході Фрая в «Базель» зіграло бажання самого футболіста продовжити кар'єру в рідному для себе клубі.
Є найкращим бомбардиром збірної Швейцарії за весь час. 4 листопада 2010 року Александр оголосив про завершення кар'єри в збірній. Причиною тому стали безперервні образи з боку фанатів національної збірної.
За підсумками сезонів 2010/11 і 2011/12 двічі поспіль ставав найкращим бомбардиром чемпіонату Швейцарії. В середині листопада 2012 року Алекс оголосив про завершення своєї футбольної кар'єри в кінці сезону 2012/13. Причиною стало народження доньки за 2 тижні до цього оголошення. 
Після закінчення своєї ігрової кар'єри, 15 квітня 2013 року Фрай став спортивним директором «Люцерн». де працював до кінця 2014 року.
2015 року повернувся до «Базеля», у клубній структурі якого став займатися підготовкою юнацьких команд. Влітку 2018 року протягом тижня виконував обов'язки головного тренера основної команди клубу.

## Статистика виступів

### Статистика клубних виступів
| Сезон                           | Команда                         | Чемпіонат                       | Чемпіонат | Чемпіонат | Національний кубок | Національний кубок | Національний кубок | Континентальні кубки | Континентальні кубки | Континентальні кубки | Інші змагання | Інші змагання | Інші змагання | Усього | Усього |
| Сезон                           | Команда                         | Ліга                            | Ігор      | Голів     | Ліга               | Ігор               | Голів              | Ліга                 | Ігор                 | Голів                | Ліга          | Ігор          | Голів         | Ігор   | Голів  |
| ------------------------------- | ------------------------------- | ------------------------------- | --------- | --------- | ------------------ | ------------------ | ------------------ | -------------------- | -------------------- | -------------------- | ------------- | ------------- | ------------- | ------ | ------ |
| 1996–97                         | «Базель»                        | Суперліга                       | 11        | 1         | -                  | -                  | -                  | -                    | -                    | -                    | -             | -             | -             | -      | -      |
| 1997–98                         | «Тун»                           | Суперліга                       | 34        | 7         | -                  | -                  | -                  | -                    | -                    | -                    | -             | -             | -             | -      | -      |
| 1998–99                         | «Люцерн»                        | Суперліга                       | 18        | 11        | -                  | -                  | -                  | -                    | -                    | -                    | -             | -             | -             | -      | -      |
| серп. 99-січ.2000               | «Люцерн»                        | Суперліга                       | 14        | 4         | -                  | -                  | -                  | -                    | -                    | -                    | -             | -             | -             | -      | -      |
| Усього за «Люцерн»              | Усього за «Люцерн»              | Усього за «Люцерн»              | 32        | 15        |                    | -                  | -                  |                      | -                    | -                    |               | -             | -             | -      | -      |
| січ.-лип.2000                   | «Серветт»                       | Суперліга                       | 12        | 6         | -                  | -                  | -                  | -                    | -                    | -                    | -             | -             | -             | -      | -      |
| 2000–01                         | «Серветт»                       | Суперліга                       | 33        | 17        | -                  | -                  | -                  | -                    | -                    | -                    | -             | -             | -             | -      | -      |
| 2001–02                         | «Серветт»                       | Суперліга                       | 19        | 13        | -                  | -                  | -                  | -                    | -                    | -                    | -             | -             | -             | -      | -      |
| Усього за «Серветт»             | Усього за «Серветт»             | Усього за «Серветт»             | 52        | 30        |                    | -                  | -                  |                      | -                    | -                    |               | -             | -             | -      | -      |
| 2002–03                         | «Ренн»                          | Ліга 1                          | 13        | 1         | -                  | -                  | -                  | -                    | -                    | -                    | -             | -             | -             | -      | -      |
| 2003–04                         | «Ренн»                          | Ліга 1                          | 28        | 19        | -                  | -                  | -                  | -                    | -                    | -                    | -             | -             | -             | -      | -      |
| 2004–05                         | «Ренн»                          | Ліга 1                          | 36        | 20        | -                  | -                  | -                  | -                    | -                    | -                    | -             | -             | -             | -      | -      |
| 2005–06                         | «Ренн»                          | Ліга 1                          | 23        | 7         | -                  | -                  | -                  | КУЄФА                | 6                    | 2                    | -             | -             | -             | -      | -      |
| Усього за «Ренн»                | Усього за «Ренн»                | Усього за «Ренн»                | 100       | 47        |                    | -                  | -                  |                      | 6                    | 2                    |               | -             | -             | -      | -      |
| 2006–07                         | «Боруссія» (Дортмунд)           | Бундесліга                      | 32        | 16        | -                  | -                  | -                  | -                    | -                    | -                    | -             | -             | -             | -      | -      |
| 2007–08                         | «Боруссія» (Дортмунд)           | Бундесліга                      | 13        | 4         | -                  | -                  | -                  | -                    | -                    | -                    | -             | -             | -             | -      | -      |
| 2008–09                         | «Боруссія» (Дортмунд)           | Бундесліга                      | 29        | 4         | -                  | -                  | -                  | КУЄФА                | 2                    | 0                    | -             | -             | -             | -      | -      |
| Усього за «Боруссію» (Дортмунд) | Усього за «Боруссію» (Дортмунд) | Усього за «Боруссію» (Дортмунд) | 74        | 24        |                    | -                  | -                  |                      | 2                    | 0                    |               | -             | -             | -      | -      |
| 2009–10                         | «Базель»                        | Суперліга                       | 19        | 15        | -                  | -                  | -                  | -                    | -                    | -                    | -             | -             | -             | -      | -      |
| 2010–11                         | «Базель»                        | Суперліга                       | 35        | 27        | -                  | -                  | -                  | ЛЄ                   | 9                    | 6                    | -             | -             | -             | -      | -      |
| 2011–12                         | «Базель»                        | Суперліга                       | 31        | 24        | -                  | -                  | -                  | ЛЧ                   | 7                    | 5                    | -             | -             | -             | -      | -      |
| 2012–13                         | «Базель»                        | Суперліга                       | 18        | 7         | -                  | -                  | -                  | ЛЄ                   | -                    | -                    | -             | -             | -             | -      | -      |
| Усього за «Базель»              | Усього за «Базель»              | Усього за «Базель»              | 103       | 73        |                    | -                  | -                  |                      | 16                   | 11                   |               | -             | -             | -      | -      |
| Усього за кар'єру               | Усього за кар'єру               | Усього за кар'єру               | 406       | 197       |                    | -                  | -                  |                      | 24                   | 13                   |               | -             | -             | -      | -      |

### Статистика виступів за збірну
| Дата       | Місто             | Господарі         | Результат               | Гості             | Турнір               | Голи | Примітки |
| ---------- | ----------------- | ----------------- | ----------------------- | ----------------- | -------------------- | ---- | -------- |
| 24-3-2001  | Белград           | Югославія         | 1 – 1                   | Швейцарія         | Відбір до ЧС 2002    | -    |          |
| 28-3-2001  | Цюрих             | Швейцарія         | 5 – 0                   | Люксембург        | Відбір до ЧС 2002    | 3    |          |
| 25-4-2001  | Цюрих             | Швейцарія         | 0 – 2                   | Швеція            | товариський матч     | -    |          |
| 2-6-2001   | Тофтір            | Фарерські острови | 0 – 1                   | Швейцарія         | Відбір до ЧС 2002    | 1    |          |
| 6-6-2001   | Базель            | Швейцарія         | 0 – 1                   | Словенія          | Відбір до ЧС 2002    | -    |          |
| 15-8-2001  | Відень            | Австрія           | 1 – 2                   | Швейцарія         | товариський матч     | -    |          |
| 1-9-2001   | Базель            | Швейцарія         | 1 – 2                   | Югославія         | Відбір до ЧС 2002    | -    |          |
| 5-9-2001   | Люксембург        | Люксембург        | 0 – 3                   | Швейцарія         | Відбір до ЧС 2002    | 1    |          |
| 12-2-2002  | Нікосія           | Кіпр              | 1 – 1 д.ч. (4 – 2 п.п.) | Швейцарія         | товариський матч     | -    |          |
| 27-3-2002  | Стокгольм         | Швеція            | 1 – 1                   | Швейцарія         | товариський матч     | -    |          |
| 21-8-2002  | Базель            | Швейцарія         | 3 – 2                   | Австрія           | товариський матч     | 1    |          |
| 8-9-2002   | Базель            | Швейцарія         | 4 – 1                   | Грузія            | Відбір до ЧЄ 2004    | 1    |          |
| 12-10-2002 | Тирана            | Албанія           | 1 – 1                   | Швейцарія         | Відбір до ЧЄ 2004    | -    |          |
| 16-10-2002 | Дублін            | Ірландія          | 1 – 2                   | Швейцарія         | Відбір до ЧЄ 2004    | -    |          |
| 12-2-2003  | Нова Гориця       | Словенія          | 1 – 5                   | Швейцарія         | товариський матч     | 2    |          |
| 2-4-2003   | Тбілісі           | Грузія            | 0 – 0                   | Швейцарія         | Відбір до ЧЄ 2004    | -    |          |
| 30-4-2003  | Женева            | Швейцарія         | 1 – 2                   | Італія            | товариський матч     | 1    |          |
| 7-6-2003   | Базель            | Швейцарія         | 2 – 2                   | Росія             | Відбір до ЧЄ 2004    | 2    |          |
| 11-6-2003  | Женева            | Швейцарія         | 3 – 2                   | Албанія           | Відбір до ЧЄ 2004    | 1    |          |
| 20-8-2003  | Женева            | Швейцарія         | 0 – 2                   | Франція           | товариський матч     | -    |          |
| 10-9-2003  | Москва            | Росія             | 4 – 1                   | Швейцарія         | Відбір до ЧЄ 2004    | -    |          |
| 11-10-2003 | Базель            | Швейцарія         | 2 – 0                   | Ірландія          | Відбір до ЧЄ 2004    | 1    |          |
| 18-2-2004  | Рабат             | Марокко           | 2 – 1                   | Швейцарія         | товариський матч     | 1    |          |
| 31-3-2004  | Іракліон          | Греція            | 1 – 0                   | Швейцарія         | товариський матч     | -    |          |
| 28-4-2004  | Женева            | Швейцарія         | 2 – 1                   | Словенія          | товариський матч     | -    |          |
| 2-6-2004   | Базель            | Швейцарія         | 0 – 2                   | Німеччина         | товариський матч     | -    |          |
| 6-6-2004   | Базель            | Швейцарія         | 1 – 0                   | Ліхтенштейн       | товариський матч     | -    |          |
| 13-6-2004  | Лейрія            | Швейцарія         | 0 – 0                   | Хорватія          | ЧЄ 2004 - 1-й етап   | -    |          |
| 17-6-2004  | Коїмбра           | Англія            | 3 – 0                   | Швейцарія         | ЧЄ 2004 - 1-й етап   | -    |          |
| 18-8-2004  | Базель            | Швейцарія         | 0 – 0                   | Північна Ірландія | товариський матч     | -    |          |
| 9-10-2004  | Тель-Авів         | Ізраїль           | 2 – 2                   | Швейцарія         | Відбір до ЧС 2006    | 1    |          |
| 9-2-2005   | Дубай (місто)     | ОАЕ               | 1 – 2                   | Швейцарія         | товариський матч     | -    |          |
| 26-3-2005  | Сен-Дені          | Франція           | 0 – 0                   | Швейцарія         | Відбір до ЧС 2006    | -    |          |
| 30-3-2005  | Цюрих             | Швейцарія         | 1 – 0                   | Кіпр              | Відбір до ЧС 2006    | 1    |          |
| 4-6-2005   | Тофтір            | Фарерські острови | 1 – 3                   | Швейцарія         | Відбір до ЧС 2006    | 2    |          |
| 17-8-2005  | Осло              | Норвегія          | 0 – 2                   | Швейцарія         | товариський матч     | 1    |          |
| 3-9-2005   | Базель            | Швейцарія         | 1 – 1                   | Ізраїль           | Відбір до ЧС 2006    | 1    |          |
| 7-9-2005   | Нікосія           | Кіпр              | 1 – 3                   | Швейцарія         | Відбір до ЧС 2006    | 1    |          |
| 8-10-2005  | Берн              | Швейцарія         | 1 – 1                   | Франція           | Відбір до ЧС 2006    | -    |          |
| 12-10-2005 | Дублін            | Ірландія          | 0 – 0                   | Швейцарія         | Відбір до ЧС 2006    | -    |          |
| 12-11-2005 | Женева            | Швейцарія         | 2 – 0                   | Туреччина         | Відбір до ЧС 2006    | -    |          |
| 16-11-2005 | Стамбул           | Туреччина         | 4 – 2                   | Швейцарія         | Відбір до ЧС 2006    | 1    |          |
| 31-5-2006  | Женева            | Швейцарія         | 1 – 1                   | Італія            | товариський матч     | -    |          |
| 3-6-2006   | Цюрих             | Швейцарія         | 4 – 1                   | КНР               | товариський матч     | 2    |          |
| 13-6-2006  | Штутгарт          | Франція           | 0 – 0                   | Швейцарія         | ЧС 2006 - 1-й етап   | -    |          |
| 19-6-2006  | Дортмунд          | Того              | 0 – 2                   | Швейцарія         | ЧС 2006 - 1-й етап   | 1    |          |
| 23-6-2006  | Ганновер          | Швейцарія         | 2 – 0                   | Південна Корея    | ЧС 2006 - 1-й етап   | 1    |          |
| 26-6-2006  | Кельн             | Швейцарія         | 0 – 0 д.ч. (0 – 3 п.п.) | Україна           | ЧС 2006 - 1/8 фіналу | -    |          |
| 16-8-2006  | Вадуц             | Ліхтенштейн       | 0 – 3                   | Швейцарія         | товариський матч     | 2    |          |
| 2-9-2006   | Базель            | Швейцарія         | 1 – 0                   | Венесуела         | товариський матч     | 1    |          |
| 6-9-2006   | Женева            | Швейцарія         | 2 – 0                   | Коста-Рика        | товариський матч     | 1    |          |
| 11-10-2006 | Відень            | Австрія           | 2 – 1                   | Швейцарія         | товариський матч     | -    |          |
| 15-11-2006 | Базель            | Швейцарія         | 1 – 2                   | Бразилія          | товариський матч     | -    |          |
| 7-2-2007   | Базель            | Німеччина         | 3 – 1                   | Швейцарія         | товариський матч     | -    |          |
| 22-3-2007  | Кінгстон (Ямайка) | Ямайка            | 0 – 2                   | Швейцарія         | товариський матч     | -    | кап.     |
| 25-3-2007  | Маямі             | Колумбія          | 3 – 1                   | Швейцарія         | товариський матч     | 1    | кап.     |
| 26-3-2008  | Базель            | Швейцарія         | 0 – 4                   | Німеччина         | товариський матч     | -    | кап.     |
| 24-5-2008  | Лугано            | Швейцарія         | 2 – 0                   | Словаччина        | товариський матч     | 1    | кап.     |
| 30-5-2008  | Санкт-Галлен      | Швейцарія         | 3 – 0                   | Ліхтенштейн       | товариський матч     | 2    | кап.     |
| 7-6-2008   | Берн              | Швейцарія         | 0 – 1                   | Чехія             | ЧЄ 2008 - 1-й етап   | -    | кап.     |
| 10-9-2008  | Цюрих             | Швейцарія         | 1 – 2                   | Люксембург        | Відбір до ЧС 2010    | -    | кап.     |
| 11-10-2008 | Санкт-Галлен      | Швейцарія         | 2 – 1                   | Латвія            | Відбір до ЧС 2010    | 1    | кап.     |
| 15-10-2008 | Пірей             | Греція            | 1 – 2                   | Швейцарія         | Відбір до ЧС 2010    | 1    | кап.     |
| 19-11-2008 | Женева            | Швейцарія         | 1 – 0                   | Фінляндія         | товариський матч     | -    | кап.     |
| 11-2-2009  | Базель            | Швейцарія         | 1 – 1                   | Болгарія          | товариський матч     | -    | кап.     |
| 28-3-2009  | Кишинів           | Молдова           | 0 – 2                   | Швейцарія         | Відбір до ЧС 2010    | 1    | кап.     |
| 1-4-2009   | Женева            | Швейцарія         | 2 – 0                   | Молдова           | Відбір до ЧС 2010    | 1    | кап.     |
| 12-8-2009  | Базель            | Швейцарія         | 0 – 0                   | Італія            | товариський матч     | -    | кап.     |
| 5-9-2009   | Женева            | Швейцарія         | 2 – 0                   | Греція            | Відбір до ЧС 2010    | -    | кап.     |
| 9-9-2009   | Рига              | Латвія            | 2 – 2                   | Швейцарія         | Відбір до ЧС 2010    | 1    | кап.     |
| 10-10-2009 | Люксембург        | Люксембург        | 0 – 3                   | Швейцарія         | Відбір до ЧС 2010    | -    | кап.     |
| 14-10-2009 | Женева            | Швейцарія         | 0 – 0                   | Ізраїль           | товариський матч     | -    |          |
| 14-11-2009 | Базель            | Швейцарія         | 0 – 1                   | Норвегія          | товариський матч     | -    | кап.     |
| 1-6-2010   | Базель            | Швейцарія         | 0 – 1                   | Коста-Рика        | товариський матч     | -    | кап.     |
| 5-6-2010   | Цюрих             | Швейцарія         | 1 – 1                   | Італія            | товариський матч     | -    | кап.     |
| 21-6-2010  | Порт-Елізабет     | Чилі              | 1 – 0                   | Швейцарія         | ЧС 2010 - 1-й етап   | -    | кап.     |
| 25-6-2010  | Блумфонтейн       | Швейцарія         | 0 – 0                   | Гондурас          | ЧС 2010 - 1-й етап   | -    |          |
| 3-9-2010   | Женева            | Швейцарія         | 0 – 0                   | Австралія         | товариський матч     | -    | кап.     |
| 7-9-2010   | Базель            | Швейцарія         | 1 – 3                   | Англія            | Відбір до ЧЄ 2012    | -    | кап.     |
| 8-10-2010  | Подгориця         | Чорногорія        | 1 – 0                   | Швейцарія         | Відбір до ЧЄ 2012    | -    | кап.     |
| 12-10-2010 | Женева            | Швейцарія         | 1 – 4                   | Уельс             | Відбір до ЧЄ 2012    | -    | кап.     |
| 17-11-2010 | Женева            | Швейцарія         | 2 – 2                   | Україна           | товариський матч     | 2    | кап.     |
| 9-2-2011   | Валлетта          | Мальта            | 0 – 0                   | Швейцарія         | товариський матч     | -    | кап.     |
| 26-3-2011  | Софія (місто)     | Болгарія          | 0 – 0                   | Швейцарія         | товариський матч     | -    | кап.     |
| Усього     |                   | Матчів (8 місце)  | 84                      |                   | Голів (1 місце)      | 42   |          |

## Досягнення

### Клубні
- Чемпіон Швейцарії (4): 2009-10, 2010-11, 2011-12, 2012-13
- Володар Кубка Швейцарії (3): 2000-01, 2009-10, 2011-12

### Індивідуальні
- Найкращий новачок року в Швейцарії: 2000
- Найкращий бомбардир чемпіонату Франції: 2004-05 (20 голів)
- Найкращий бомбардир чемпіонату Швейцарії: 2010-11 (27 голів), 2011-12 (24 голів)